# Sinogeotrupes hunanensis
Sinogeotrupes hunanensis es una especie de coleóptero de la familia Geotrupidae.

## Distribución geográfica
Habita en Hunan (China).